# Чижович Євген Володимирович
Чижо́вич Євге́н Володи́мирович (англ. Gene Chyzowych, * 27 січня 1935, с. Лютовиська  — 10 травня 2014, Колумбія, штат Нью-Йорк) — американський педагог фізичного виховання українського походження. Учасник кількох українських футбольних дружин США та Канади. Відзначений Американською Професійною Ліґою як «тренер року» (1966). Тренер збірної США з футболу (1973). Брат Володимира Чижовича та Ігоря Чижовича.

## Життєпис
Народився 27 січня 1935 року в селі Лютовиська біля Старого Самбора на Галичині в родині Володимира та Галини (з родини Сілецьких).
1944 року під час Другої світової війни велика родина Чижовичів (батьки та троє синів) емігрувала до Європи, а 1949 року переїхала до США, де оселилася у Філадельфії, штат Пенсільванія.
У США Євген Чижович розпочав виступати в юнацькій команді філадельфійського «Тризуба», одночасно граючи у футбольній дружині середньої школи, в якій здобував освіту. Завдяки цьому отримав стипендію на навчання в Університеті Темпл. Під час навчання обирався до студентської збірної США з футболу, був кандидатом до збірної США, на Олімпійські та Панамериканські ігри. Футбольне життя Євгена Чижовича відзначилося виступами за команди США та Канади, які були складені з українських емігрантів. Внаслідок поважної травми ноги вимушений був закінчити 15-річну кар'єру активного футболіста. За свою діяльність отримав визнання від управи Американської футбольної ліги (англ. American Soccer League) та був номінований керівником Збірної АФЛ.
Більшу частину свого життя він присвятив роботі у мейплвудській школі «Коламбія Хай Скул» (штат Нью-Джерсі), де з 1964 року відпрацював 50 сезонів з рекордно успішними показниками. На рахунку тренера 757 перемог, що є третім за всі часи результатом тріумфів у середніх навчальних закладах США.
Був членом Українського спортивного товариства «Чорноморська Січ» та 214-го відділу Українського народного союзу.
1966 року був заступником голови Управи, а 1970 року — референтом зовнішніх зв'язків в Управі головної дружини футбольної команди «Ньюарк Юкрейніан Січ» («Чорноморська Січ»). Цього ж року, як тренер, в групі з 42-х учасників зі сходу США пройшов тижневу переатестацію, яку провів тренер ФІФА Деттмар Крамер. За результатами перевишколу разом з двома іншими учасниками дістав найвищу категорію «А». Завдяки цьому Футбольна асоціація США (англ. United States Soccer Football Association) визнала Євгена Чижовича своїм офіційним тренером на сході Сполучених Штатів.
У квітні 1967 року обирався керівником футбольної дружини Збірної українців США та Канади на гру з шотландською командою «Данді», яка відбулася 10 травня о 20:30 на стадіоні ім. Дж. Ф. Кеннеді в Гаррісоні, штат Нью-Джерсі. Зустріч завершилась з рахунком 1:4 (0:1) на користь шотландців. Перше взяття воріт у грі — автогол української збірної на 6-й хвилині.
Влітку 1970 року проводив теоретичні та практичні заняття в Українській футбольній школі, яку вперше влаштувала для юнаків «Чорноморська Січ» в оселі «Верховина» в Глен Спей (штат Нью-Йорк). 11 липня 25 юнаків отримали свідоцтва про завершення навчання в школі.
1973 року тренував національну збірну США з футболу. 1976 року тренував «Нью-Йорк Аполло» Американської футбольної ліги.
2007 року Євген Чижович став прототипом футбольного тренера в фільмі «Грейсі». Над картиною працювали його колишні учні — голлівудські актори Ендрю і Елізабет Шу.
2009 року отримав почесне місце у Національному футбольному залі слави США (NSCAA).

## Родина
Євген Чижович був одружений з Анною, з якою він прожив у шлюбі 50 років та виховав двох синів — Євгена та Майкла. Мав двох онуків — Томаса та Юлію.

## Смерть та поховання
10 травня 2014 року, в суботу, Євген Чижович у віці 79 років помер після довгої боротьби з раком в окрузі Колумбія (штат Нью-Йорк), підтримуваний всією родиною.